# Mićo Brković
Mićo Brković (* 1. März 1968) ist ein ehemaliger serbischer Straßenradrennfahrer.
Mićo Brković nahm 1988 an den Olympischen Sommerspielen in Seoul teil, wo er den 32. Platz im olympischen Straßenrennen  belegte. In der nationalen Meisterschaft im Straßenrennen wurde er hinter Robert Pintarič Zweiter. In der Saison 1993 konnte er die Gesamtwertung der Tour of FYR of Macedonia für sich entscheiden. 1999 gewann er jeweils eine Etappe bei der Ägypten-Rundfahrt und bei der Tour of FYR of Macedonia. 2001 wurde Brković bei der jugoslawischen Meisterschaft je Dritter im Einzelzeitfahren und im Straßenrennen. Zweimal fuhr er die Internationale Friedensfahrt; 1988 wurde 64. 1991 dann 48.

## Erfolge
1999
- eine Etappe Ägypten-Rundfahrt